# Víkingur
Víkingur är en fotbollsklubb från Färöarna. Klubben skapades 2008 efter hopslagning av klubbarna GÍ Gøta och Leirvík ÍF. Klubben är ifrån Leirvík, men arenan ligger i Norðragøta. Båda ligger dock på ön Eysturoy och det är ca 5 kilometer mellan orterna.
Laget spelar i Effodeildin som är högsta ligan på Färöarna och kom 6:a 2013. Laget har fått möjlighet att kvala in till Europa League 4 gånger.

## Meriter
- Färöiska mästare:[1]
  - Vinnare (3): 2016, 2017, 2024
- Färöiska cupen:[2]
  - Vinnare (6): 2009, 2012, 2013, 2014, 2015, 2022
  - Finalister (2): 2016, 2019
- Färöiska supercupen:[3]
  - Vinnare (5): 2014, 2015, 2016, 2017, 2018
  - Finalister (2): 2009, 2013

## Placering tidigare säsonger
| Säsong | Nivå | Liga            | Placering | Webbplats | Färöiska cupen |
| ------ | ---- | --------------- | --------- | --------- | -------------- |
| 2008   | 1    | Formuladeildin  | 5         | [ 4 ]     |                |
| 2009   | 1    | Vodafonedeildin | 3         | [ 5 ]     |                |
| 2010   | 1    | Vodafonedeildin | 5         | [ 6 ]     |                |
| 2011   | 1    | Vodafonedeildin | 3         | [ 7 ]     |                |
| 2012   | 1    | Effodeildin     | 5         | [ 8 ]     | CUP            |
| 2013   | 1    | Effodeildin     | 6         | [ 9 ]     | CUP            |
| 2014   | 1    | Effodeildin     | 3         | [ 10 ]    | CUP            |
| 2015   | 1    | Effodeildin     | 3         | [ 11 ]    | CUP            |
| 2016   | 1    | Effodeildin     | 1         | [ 12 ]    | Finalist       |
| 2017   | 1    | Effodeildin     | 1         | [ 13 ]    |                |
| 2018   | 1    | Betrideildin    | 5         | [ 14 ]    |                |
| 2019   | 1    | Betrideildin    | 5         | [ 15 ]    | Finalist       |
| 2020   | 1    | Betrideildin    | 5         | [ 16 ]    | Finalist       |
| 2021   | 1    | Betrideildin    | 3         | [ 17 ]    |                |
| 2022   | 1    | Betrideildin    | 2         | [ 18 ]    |                |
| 2023   | 1    | Betrideildin    | 2         | [ 19 ]    |                |
| 2024   | 1    | Betrideildin    | 1         | [ 20 ]    |                |

### Fotnoter
1. ↑  http://www.rsssf.com/tablesf/farchamp.html
2. ↑  http://www.rsssf.com/tablesf/farcuphist.html
3. ↑  http://www.rsssf.com/tablesf/farsupcuphist.html
4. ↑  http://www.rsssf.com/tablesf/far08.html
5. ↑  http://www.rsssf.com/tablesf/far09.html
6. ↑  http://www.rsssf.com/tablesf/far2010.html
7. ↑  http://www.rsssf.com/tablesf/far2011.html
8. ↑  http://www.rsssf.com/tablesf/far2012.html
9. ↑  http://www.rsssf.com/tablesf/far2013.html
10. ↑  http://www.rsssf.com/tablesf/far2014.html
11. ↑  http://www.rsssf.com/tablesf/far2015.html
12. ↑  http://www.rsssf.com/tablesf/far2016.html
13. ↑  http://www.rsssf.com/tablesf/far2017.html
14. ↑  http://www.rsssf.com/tablesf/far2018.html
15. ↑  http://www.rsssf.com/tablesf/far2019.html
16. ↑  http://www.rsssf.com/tablesf/far2020.html
17. ↑  http://www.rsssf.com/tablesf/far2021.html
18. ↑  http://www.rsssf.com/tablesf/far2022.html
19. ↑  http://www.rsssf.com/tablesf/far2023.html
20. ↑  http://www.rsssf.com/tablesf/far2024.html